# أنطونيو ناسيمنتو
أنطونيو ناسيمنتو (بالبرتغالية: Antônio Nascimento‏) هو دراج برازيلي، ولد في 18 أغسطس 1977 في غوارولوس في البرازيل.

## وصلات خارجية
- أنطونيو ناسيمنتو على موقع أرشيف الدراجات (الإنجليزية)
- أنطونيو ناسيمنتو على موقع نسبة الدراجات (الإنجليزية)